# برندن پرایس
برندن پرایس (انگلیسی: Brendan Price؛ زادهٔ ۲۴ ژوئن ۱۹۴۷) بازیگر اهل بریتانیا است.
از فیلم‌ها یا برنامه‌های تلویزیونی که وی در آن نقش داشته‌است، می‌توان به ۱۱–۱۱-۱۱، رابین از شروود، داجون، هدف، دکتر هو، سوئینی، فضا: ۱۹۹۹ و وقار وحشی اشاره کرد.